# Bence Stipsicz
Bence Stipsicz (ungarisch Stipsicz Bence; * 3. Februar 1997 in Budapest) ist ein ungarischer Eishockeyspieler, der seit 2017 bei Alba Volán Székesfehérvár unter Vertrag steht und mit dem Klub in der Österreichischen Eishockey-Liga spielt.

## Karriere
Bence Stipsicz entstammt der Jugendabteilung von MAC Budapest. Als 14-Jähriger wechselte er für ein Jahr in die Vereinigten Staaten, wo er für das Team der Princeton Highschool spielte. Anschließend kehrte er zu MAC Budapest zurück. Dort spielte er zunächst im Juniorenbereich, unter anderem auch in der Erste Bank Young Stars League. 2015 debütierte er im Herren-Team in der MOL Liga. 2016 wurde er zum Rookie des Jahres in Ungarn gewählt. Anschließend wechselte er für ein Jahr zu den Cedar Rapids RoughRiders aus der United States Hockey League. Nach seiner Rückkehr nach Ungarn schloss er sich Alba Volán Székesfehérvár an. Mit dem Team aus Mitteltransdanubien spielt er seither in der Österreichischen Eishockey-Liga. Dabei absolvierte er fast immer mehr als 40 Spiele pro Saison. Lediglich in der Spielzeit 2021/22 absolvierte er verletzungsbedingt nur zwei Spiele. 2019, 2020, 2021 und 2024 wurde er zum besten ungarischen Verteidiger gewählt.

### International

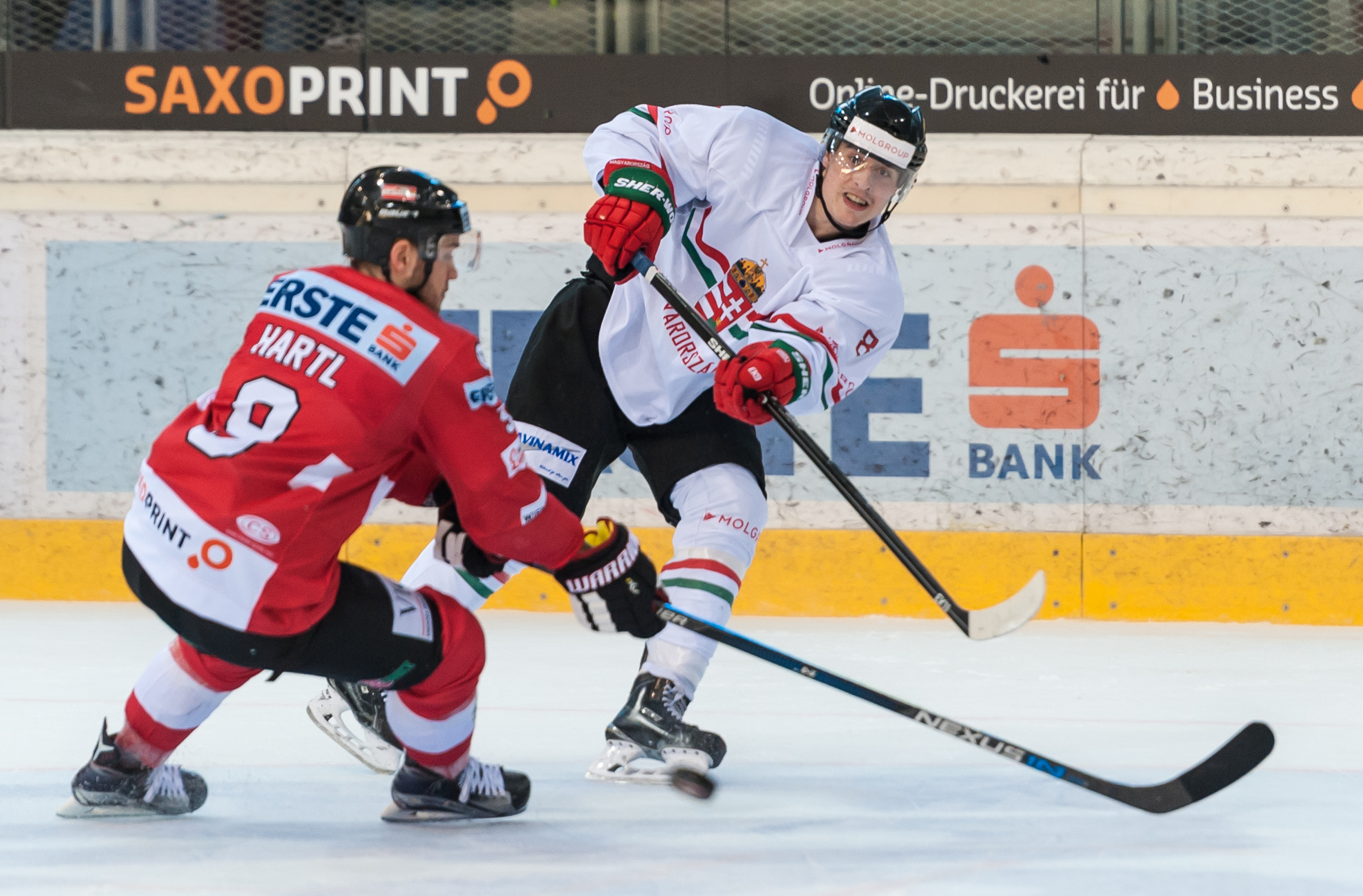
Bence Stipsicz im Nationaltrikot (rechts)

Stipsicz nahm zunächst an den U18-Weltmeisterschaften 2013 in der Division II und 2014, als er die beste Plus/Minus-Bilanz des Turniers aufwies, und 2015, als er zum besten Spieler seiner Mannschaft gewählt wurde, in der Division I teil. Mit der ungarischen U20-Juniorenauswahl nahm er an der Division II der U20-Weltmeisterschaften 2014 und 2016 sowie der Division I 2015 und 2017, als er als bester Verteidiger des Turniers auch zum besten Spieler seiner Mannschaft gewählt wurde, teil.
Im Seniorenbereich stand er im Aufgebot seines Landes bei den Weltmeisterschaften der Top-Division 2016 und 2023. Bei den Weltmeisterschaften 2017, 2018, 2019, als er zum besten Spieler seiner Mannschaft gewählt wurde, und 2024 spielte er in der Division I. Zudem nahm er für an den Qualifikationsturnieren für die Olympischen Winterspiele in Pyeongchang 2018, in Peking 2022 und in Mailand 2026 teil.

## Erfolge und Auszeichnungen
- 2016 Ungarischer Rookie des Jahres
- 2019 Bester ungarischer Verteidiger
- 2020 Bester ungarischer Verteidiger
- 2021 Bester ungarischer Verteidiger
- 2024 Bester ungarischer Verteidiger

### International
- 2013 Aufstieg in die Division I, Gruppe B, bei der U18-Weltmeisterschaft der Division II, Gruppe A
- 2014 Aufstieg in die Division I, Gruppe A, bei der U18-Weltmeisterschaft der Division I, Gruppe B
- 2014 Beste Plus/Minus-Bilanz bei der U18-Weltmeisterschaft der Division I, Gruppe B
- 2014 Aufstieg in die Division I, Gruppe B, bei der U20-Weltmeisterschaft der Division II, Gruppe A
- 2016 Aufstieg in die Division I, Gruppe B, bei der U20-Weltmeisterschaft der Division II, Gruppe A
- 2017 Aufstieg in die Division I, Gruppe A, bei der U20-Weltmeisterschaft der Division I, Gruppe B
- 2017 Bester Verteidiger bei der U20-Weltmeisterschaft der Division I, Gruppe B
- 2024 Aufstieg in die Top-Division bei der Weltmeisterschaft der Division I, Gruppe A